# Colaspis crinicornis
Colaspis crinicornis är en skalbaggsart som beskrevs av Schaeffer 1934. Colaspis crinicornis ingår i släktet Colaspis och familjen bladbaggar.

## Underarter
Arten delas in i följande underarter:
- C. c. crinicornis
- C. c. chittendeni